# آی‌پداواس
آیپداواس (به انگلیسی iPadOS) یک سیستم عامل تلفن همراه است که توسط اپل، به‌طور انحصاری برای آی‌پد ساخته شده و قبلا بخشی از آی‌او‌اس بود. اپل در کنفرانس جهانی توسعه دهندگان اپل سال ۲۰۱۹ با معرفی آی‌پد‌او‌اس ۱۳، اعلام کرد که آی‌پد‌او‌اس یک نسخه اصلاح شده از iOS با ویژگی‌های اضافی و بهینه‌سازی برای آی‌پد است.

## تاریخ
هنگامی که اپل آی‌پد را معرفی کرد، از سیستم عامل آی‌اواس که از قبل به اسم iPhoneOS شناخته می‌شد استفاده می‌کرد. همان‌طور که این پلتفرم رشد می‌کرد، ویژگی‌ها و امکانات جدید آی‌پد فقط به آی‌اواس اضافه می‌شد. تا این که در کنفرانس جهانی توسعه‌دهندگان اپل سال ۲۰۱۹، اپل اعلام کرد که این پلتفرم به عنوان سیستم عامل مجزا با اسم آی‌پداواس شناخته خواهد شد که با پشتیبانی چند پنجره‌ای و پشتیبانی از درایو ذخیره‌سازی خارجی همراه خواهد بود.